# Gáspár Borbás
Gáspár Borbás (Budapest, 26 luglio 1884 – Budapest, 14 ottobre 1976) è stato un calciatore ungherese, di ruolo attaccante.

## Carriera
Con la sua Nazionale prese parte alle Olimpiadi del 1912.